# Repenser le monde
Repenser le monde est une émission de télévision québécoise diffusée depuis le 28 septembre 2020 sur la chaîne Savoir média. Elle est coanimée par la journaliste et animatrice québécoise Sophie Fouron et par le philosophe Normand Baillargeon.

## Concept
Invitant des personnalités publiques et des chercheurs universitaires, la série vise à initier une réflexion sur des thématiques sujettes à débat au sein de la société québécoise.

## Épisodes
Chaque épisode traite d'une thématique particulière.

### Saison 1
La première saison de la série est diffusée à partir de l'automne 2020.
- Le premier épisode, La liberté d'expression en question, traite de l'exercice public de la prise de parole. Il rassemble Pierre Trudel, professeur de droit public à l'Université de Montréal, Geneviève Gagnon, avocate en droit des médias, et Christian Vanasse, humoriste et enseignant à l'École nationale de l'humour[4].
- Le deuxième épisode, La place des arts dans notre société, se penche sur la valorisation des œuvres et la place de l'artiste dans nos sociétés. Il invite Guillaume Sirois, professeur de sociologie à l'Université de Montréal, Marie Barguirdjian, autrice et spécialiste de littérature jeunesse, et David Laurin, co-directeur artistique au Théâtre Jean-Duceppe[5].
- Le troisième épisode, Le rôle de l'école dans la société, s'intéresse à l'éducation et à l'enseignement supérieur au Québec. Sont présents pour débattre Jacques Cool, directeur de Cadre21, Rémy Trudel, professeur à l'École nationale d'administration publique, et Florent Michelot, doctorant en sciences de l'éducation à l'Université de Montréal[6].
- Le quatrième épisode, La santé mentale au 21e siècle, met en lumière les changements du traitement collectif réservé à la santé mentale. Il rassemble Étienne Crevier, fondateur et président de l'entreprise BiogeniQ, Maryse Lassonde, présidente du Conseil supérieur de l'éducation, et Karine Igartua, psychiatre et professeure à l'Université McGill.

### Saison 2
La deuxième saison de la série est diffusée à partir de l'hiver 2021.
- Le premier épisode, Comment vivre tous ensemble?, traite de l'inclusion et de l'intégration dans une société québécoise multi-ethnique et multilingue. Il rassemble Marina Doucerain, professeure adjointe au Département de psychologie de l'Université du Québec à Montréal, Jonathan Durand Folco, professeur à l’École d’innovation sociale de l’Université Saint-Paul d'Ottawa, et Fady Dagher, Directeur du Service de police de l'agglomération de Longueuil.
- Le deuxième épisode, Faut-il parfois désobéir dans une démocratie?, analyse l'enjeu de la désobéissance civile, se penchant sur ses vertus comme sur ses limites. Il rassemble Marcos Ancelovici, professeur de sociologie de l'Université du Québec à Montréal, Yves Boisvert, chroniqueur à La Presse, et Elza Kephart, cinéaste et cofondatrice d'Extinction Rebellion Montréal.
- Le troisième épisode, Transhumanisme : vers l'humain bionique?, met en lumière les promesses de sciences et de technologies qui visent à améliorer les performances de l'être humain. Il réunit Agathe François, doctorante au Département de communications de l'Université de Montréal, Dominique Leclerc, dramaturge, metteuse en scène et comédienne, et Nicolas Le Dévédec, sociologue et professeur au Département de management de HEC Montréal.
- Le quatrième épisode, Sommes-nous prêts pour la prochaine catastrophe?, s'intéresse à la question de la préparation et de l'adaptation aux catastrophes - qu'elles soient environnementales, sanitaires ou économiques. Il réunit Dominic Champagne, auteur, metteur en scène et activiste, Mathieu Hébert, survivaliste et cofondateur de l'École de survie Les Primitifs, et Isabelle Thomas, professeure à l'École d’urbanisme et d’architecture de paysage de l'Université de Montréal.
- Le cinquième épisode, Qu'est-ce qui se cache derrière le choc des générations?, essaie de définir un concept particulièrement ambigu et de proposer des avenues pour favoriser l'harmonie entre générations. Il rassemble Christian Bourque, vice-président exécutif à la firme Léger, Jacques Hamel, professeur de sociologie à l'Université de Montréal, et Jennifer Proulx, présidente du Conseil jeunesse du Sud-Ouest et gestionnaire des ressources humaines au refuge Chez Doris.
- Le sixième épisode, Pourquoi la 5G fait si peur?, traite de la technologie 5G et de la peur qu'elle génère. Il rassemble Normand Mousseau, professeur de physique à l'Université de Montréal, Nadia Seraiocco, experte en médias et technologies à l'Université du Québec à Montréal, et Samuel Veissière, anthropologue et professeur au Département de psychiatrie de l'Université McGill.

### Saison 3
La troisième saison de la série est diffusée à partir de l'automne 2022.
- Le premier épisode, La culture générale, à quoi ça sert?, traite de l'universalité, ou non, de la culture générale. Il rassemble Chantal Savoie, professeure au Département d’études littéraires de l'Université du Québec à Montréal, François Couture, directeur littéraire, rédacteur et photographe, et Vanessa Destiné, journaliste et animatrice.
- Le deuxième épisode, La gauche est-elle en crise?, se demande pourquoi les partis de gauche prennent si rarement le pouvoir et si la gauche est en déclin. Il rassemble Louise Harel, ex-ministre du Parti québécois, Xavier Lafrance, professeur au Département de science politique de l'Université du Québec à Montréal, et Marc-André Bodet, professeur au Département de science politique de l'Université Laval.
- Le troisième épisode, A-t-on perdu confiance envers nos institutions?, se penche sur le bon fonctionnement de notre démocratie à travers la confiance envers les institutions. Il réunit Rémi Quirion, Scientifique en chef du Québec, Claire Durand, professeure au Département de sociologie de l'Université de Montréal, et Jeff Yates, journaliste aux Décrypteurs à Radio-Canada.
- Le quatrième épisode, Comment mieux encadrer la procréation assistée?, s'intéresse à la procréation assistée et à ses dérives possibles. Il réunit Céline Lafontaine, chercheure et professeure à l'Université de Montréal, Isabel Côté, de la Chaire de recherche du Canada sur la procréation pour autrui et les liens familiaux de l'Université du Québec en Outaouais, et Véronick Raymond, qui offre son témoignage personnel.
- Le cinquième épisode, L'avenir des prisons, se demande comment revoir en profondeur notre système carcéral. Les invitées sont Marion Vacheret, professeure à l'École de criminologie de l'Université de Montréal, Arij Riahi, avocate à la Clinique juridique du Grand Montréal, et Geneviève Fortin, cofondatrice et vice-présidente d'Art Entr'Elles.
- Le sixième épisode, Comment favoriser le "mieux vieillir"?, se demande comment promouvoir le "mieux vieillir" au Québec. Il rassemble Matey Mandza, spécialiste en gérontologie, Louise Rosenberg, une retraitée engagée, et Isabelle Van Pevenage, chercheure d’établissement au Centre de recherche et d’expertise en gérontologie sociale (CREGÉS) du CIUSSS du Centre-Ouest-de-l'Île-de-Montréal.
- Le septième épisode, Quelle place notre société laisse-t-elle aux enfants?, se demande si on devrait laisser plus de place aux enfants et comment. Il rassemble Catherine Larochelle, historienne de l'enfance à l'Université de Montréal, Josiane Ménard, psychoéducatrice en milieu scolaire, et Anne Gaignaire, journaliste et fondatrice du journal numérique Le Curieux.
- Le huitième épisode, Comment réinventer le voyage?, se demande si on peut réinventer le tourisme face aux changements climatiques. Il réunit Marie-Julie Gagnon, journaliste voyage, Dominic Lapointe, professeur au Département d'études urbaines et touristiques à l'Université du Québec à Montréal, et Isabelle Pécheux, cofondatrice de Tourisme durable Québec.